# Ewa Piaskowska
Ewa Piaskowska (Kolno, 12 ottobre 1973) è una sceneggiatrice e produttrice cinematografica polacca, terza moglie e, a partire da Quattro notti con Anna (2008), collaboratrice abituale del regista Jerzy Skolimowski.

## Filmografia

### Sceneggiatrice
- Quattro notti con Anna (Cztery noce z Anną), regia di Jerzy Skolimowski (2008)
- Essential Killing, regia di Jerzy Skolimowski (2010)
- EO, regia di Jerzy Skolimowski (2022)
- The Palace, regia di Roman Polański (2023)

### Produttrice
- Quattro notti con Anna (Cztery noce z Anną), regia di Jerzy Skolimowski (2008) - produttrice esecutiva
- Essential Killing, regia di Jerzy Skolimowski (2010)
- 11 minut, regia di Jerzy Skolimowski (2015)
- EO, regia di Jerzy Skolimowski (2022)

### Attrice
- Prima che sia notte (Before Night Falls), regia di Julian Schnabel (2000)